# The Boss (film, 2016)
Pour plus de détails, voir Fiche technique et Distribution.
The Boss, ou La Patronne au Québec, est un film américain écrit et dirigé par Ben Falcone, sorti en 2016.

## Synopsis
Personne ne croit à la mise en scène de contrition et repentir de celle qui les a floué quand elle était « une grande de la finance », avant d’être condamnée pour délit d’initié. Après avoir purgé sa peine, elle est ruinée et est hébergée par son ancienne assistante. Elle ambitionne de retrouver la gloire et la fortune…

## Fiche technique
- Titre original et titre français : The Boss
- Titre québécois : La Patronne
- Titre de travail : Michelle Darnell
- Réalisation : Ben Falcone
- Scénario : Ben Falcone, Melissa McCarthy et Steve Mallory
- Production : Ben Falcone, Melissa McCarthy, Will Ferrell, Adam McKay et Chris Henchy
- Sociétés de production : Gary Sanchez Productions et On the Day Productions
- Société de distribution : Universal Pictures
- Pays d'origine :  États-Unis
- Langue originale : anglais
- Budget : 29 millions de dollars[1]
- Box-office : 78,63 millions de dollars[2]
- Format : couleur - 35 mm - 2,35:1 - son Dolby Digital
- Genre : comédie
- Durée : 99 minutes
- Dates de sortie :
  - États-Unis : 8 avril 2016
  - France : 9 octobre 2016 en vidéo à la demande

## Distribution
- Melissa McCarthy (VF : Véronique Alycia ; VQ : Natalie Hamel-Roy) : Michelle Darnell
- Kristen Bell (VF : Laura Préjean ; VQ : Catherine Proulx-Lemay) : Claire Rawlings
- Ella Anderson (VF : Bianca Tomassian ; VQ : Alice Déry) : Rachel Rawlings
- Peter Dinklage (VF : Constantin Pappas ; VQ : Thiéry Dubé) : Renault
- Tyler Labine (VF : Emmanuel Gradi ; VQ : Olivier Visentin) : Mike Beals
- Kathy Bates (VF : Denise Metmer ; VQ : Claudine Chatel) : Ida Marquette
- Timothy Simons (VF : Fabien Jacquelin) : Stephan
- Annie Mumolo (VF : Brigitte Aubry) : Helen Kreagan
- Kristen Schaal (VF : Hermine Regnaut ; VQ : Aline Pinsonneault) : Sandy
- Cecily Strong (VF : Ingrid Donnadieu ; VQ : Isabelle Leyrolles) : Dana Dandridge
- Cedric Yarbrough (VF : Thierry Desroses) : Tito
- Michael McDonald (en) (VF : Philippe Siboulet) : Bryce Crean
- Margo Martindale : Sœur Agnes Aluminata
- Mary Sohn : Jan Keller
- Eva Peterson : Chrystal Delvechio
- Presley Coley : Hannah Kreagan
- Aleandra Newcomb : Mariana Gutierrez
- Ben Falcone (VF : Thierry Kazazian) : Marty
- Steve Mallory : Carl
- T-Pain : lui-même
- Gayle King : lui-même
- Dave Bautista : Chad (non crédité)

 Source et légende : version française (VF) sur RS Doublageet selon le carton de doublage.